# Valle de Gerber

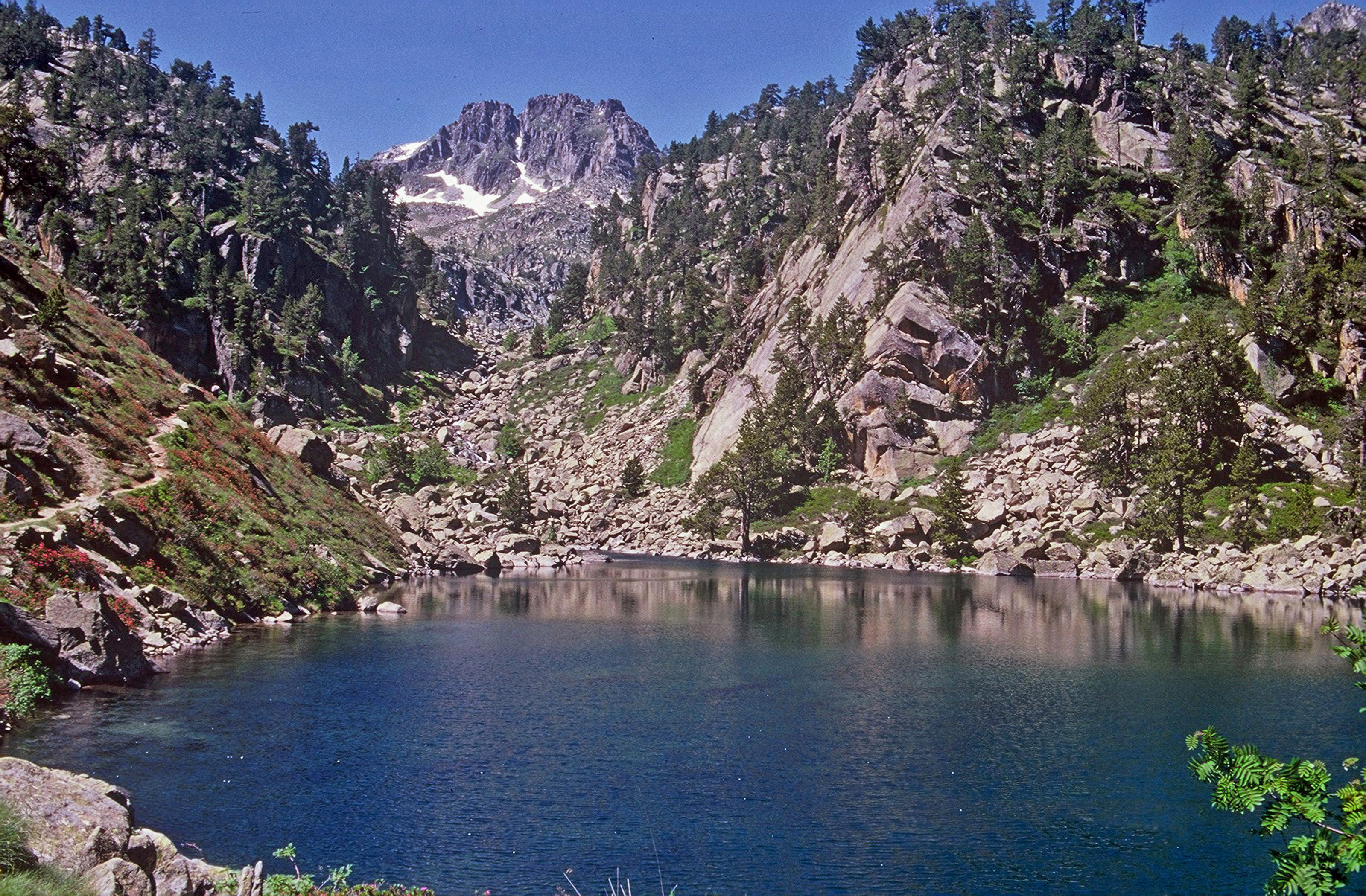
Lago de Gerber

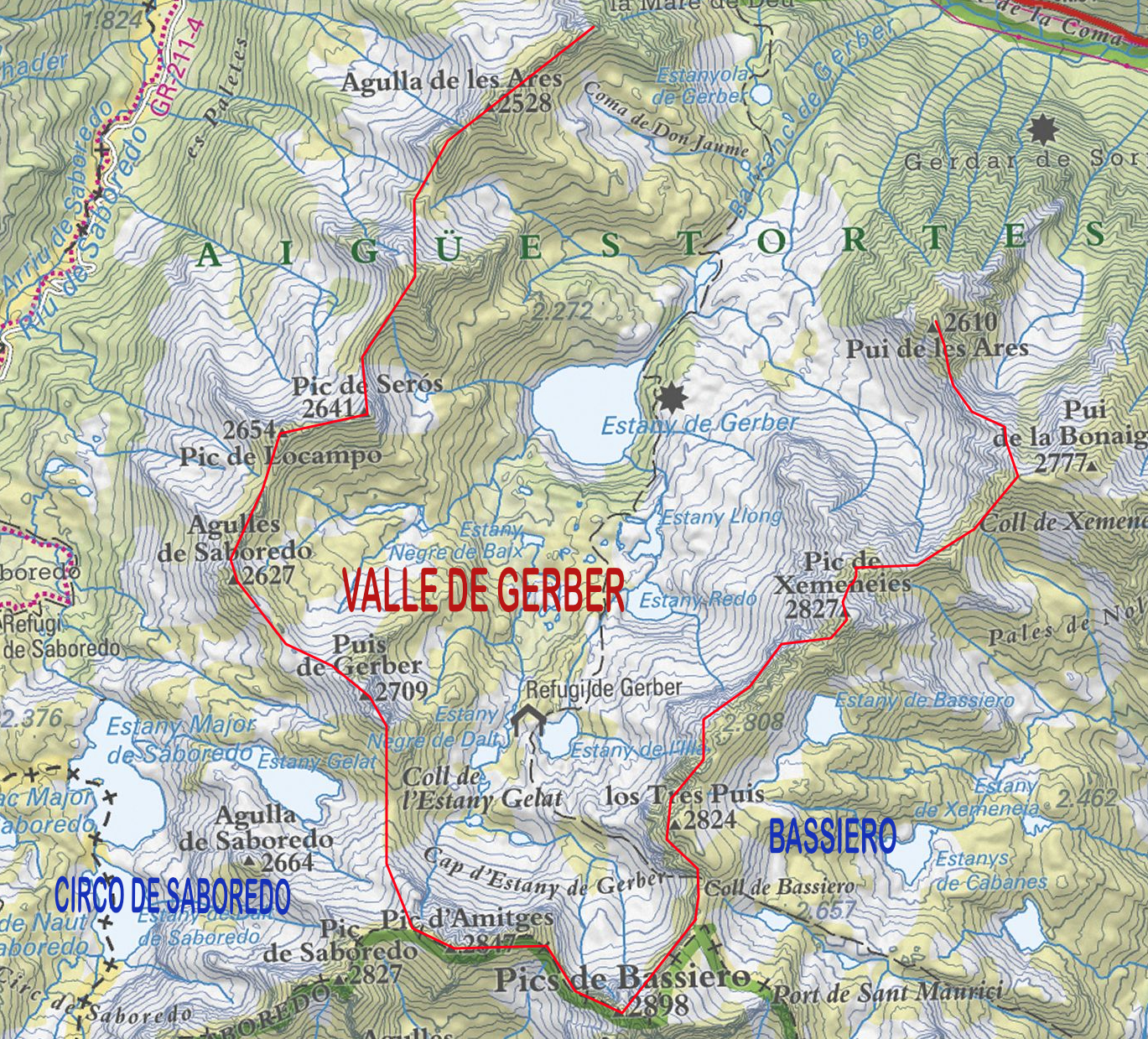
Valle de Gerber en el Alto Aneu, Lérida, España, trazado sobre un mapa de Instamaps. Al oeste, el circo de Saboredo, y al este los picos de Bassiero y el valle de Cabanes

El valle de Gerber, de escasa longitud, menos de 4 km, y gran desnivel, unos 1250 m, se encuentra en la zona axial de los Pirineos, en el norte de la comarca del Pallars Sobirá, en la provincia de Lérida, en España. Posee una veintena de lagos medianos y pequeños asociados a su morfología glaciar, que lo hacen muy apropiado para el turismo de travesía de montaña. Forma parte del Parque nacional de Aiguas Tortas y Lago de San Mauricio, extremo nordeste, y es cabecera de la subcomarca del Valle de Aneu. 

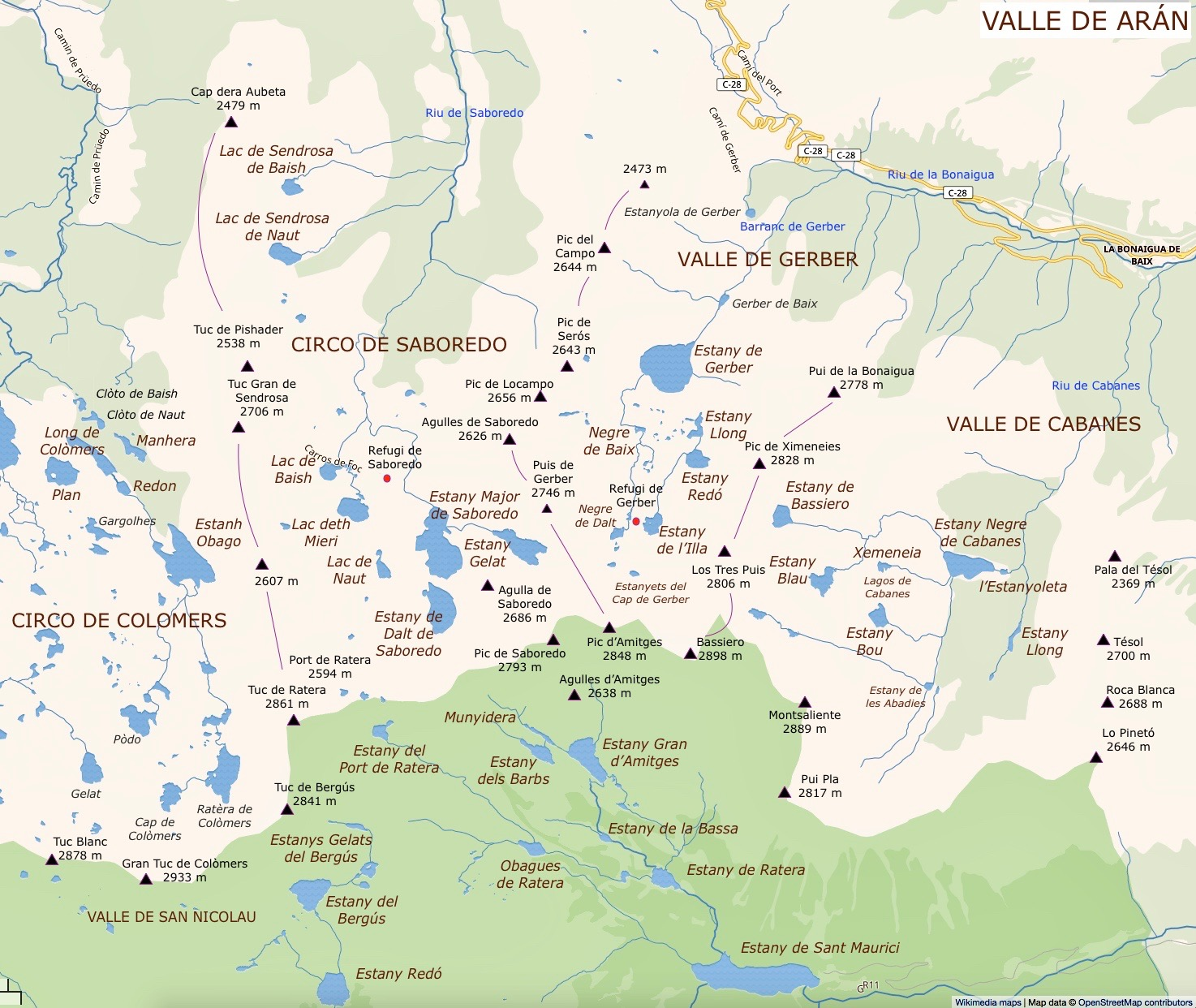
Valle de Gerber entre el Circo de Saboredo y el Valle de Cabanas. Cimas y lagos

El valle de Gerber discurre de sur a norte y se encuentra encajonado entre el valle de Ruda, con el circo de Saboredo, al oeste; la Coma de Amitges, al sur, y el valle de Cabanes, al este. El río Gerber es afluente por la derecha del río de la Bonaigua, que nace en el cercano Puerto de la Bonaigua, discurre de oeste a este y se une al Noguera Pallaresa en Esterri de Aneu.

## Las cimas

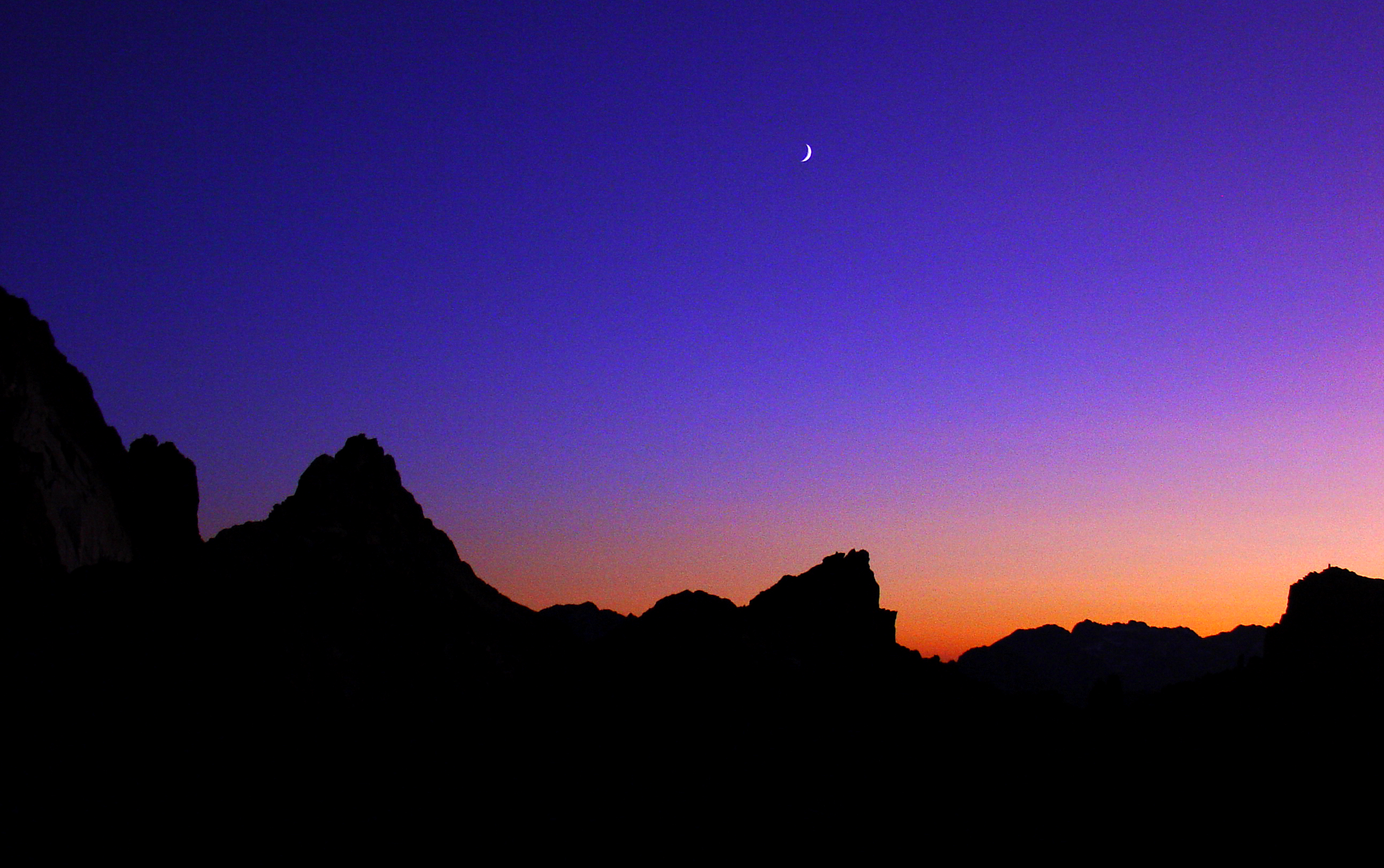
Pico de Amitges

El valle de Gerber está cerrado por los siguientes picos, empezando por la derecha del río, la izquierda si se observa desde el valle de la Bonaigua:
- Pui de les Ares o Agulla de les Ares (2612 m), cuya ladera orientada al valle de la Bonaigua se denomina Gerdar de Sorpe y posee un bello bosque de abetos asociado a la Mata de Valencia de Aneu.
- Pui de la Bonaigua  (2777 m), al sudeste del anterior y cuyas laderas, las Palas del Pui, descienden hasta el refugio del Gerdar, en la salida del valle de Cabanes.
- Pic de Xemeneies (2827 m), al noroeste del anterior, separado del mismo por el coll de Xemeneies, de 2572 m y el barranco de las minas del Andreuet.[2]
- Los Tres Puis (o picos), una larga cresta que culmina a 2811 m y sigue a gran altura con el único paso del coll de Bassiero (2740 m) a lo largo de 2 km.
- Picos de Bassiero (2903 m), un conjunto de picos y crestas que marcan el límite meridional de Gerber y dan lugar a cuatro vertientes. Dos hacia el sur, separadas por la cresta de Bassiero, que se unen en el Estany de Ratera; una hacia el este, la del valle de Cabanes, y al norte, Gerber.
- Canal de la Trampa (2723 m), el punto más bajo en la cresta que sigue hacia el noroeste desde Bassiero.
- Pic de Amitges (2848 m)
- Tuqueta de Saboredo (2761 m), en la misma cresta. Desde aquí las cimas se dirigen hacia el norte.
- Coll de l’Estany Gelat o del lago Helado o del lac Glaçat (2586 m), importante aquí porque separa el valle de Gerber del circo de Saboredo y es un collado de difluencia glacial, es decir, que el hielo formado durante la glaciación podía ir en ambas direcciones, como en el cercano Puerto de Ratera.
- Puis de Gerber (2738 m), que forma un pequeño circo con el siguiente pico
- Agujas de Saboredo (2628 m) y una larga cresta que separa el valle del circo de Saboredo
- Pic de Locampo (2655 m)
- Pics de Serós (2658 y 2644 m), al este del anterior y una larga cresta hacia el norte
- Pic del Campo (2644 m)
- Tres Puis (2540-2530 m). Una serie de cimas muy próximas que cierran el valle por el noroeste.
- El valle acaba en una cresta que culmina a 2470 m y gira hacia el norte hasta la Peülla, en las pistas de esquí de Baqueira.

## Los lagos
La zona lacustre más elevada del valle se encuentra bajo el pico de Amitges, una amplia ladera pedregosa que acaba en los Estanyets del Cap de Gerber, a 2457 m el de la derecha y 2450 m el de la izquierda. Ambos están separados del Estany Negre de Dalt (2440 m) por una pequeña morrena. Una cresta separa este lago y otros dos lagos más pequeños, del Estany de l’Illa (2450 m), de forma casi circular, al este. En esa cresta de separación se encuentra el refugio Gerber Mataró (2460 m), metálico, de 16 plazas, libre.
Esa misma cresta hace que los lagos se separen en dos cadenas. Por el oeste, el Negre de Dalt desagua en el Estanyet de Gerber de Dalt, un grupo de tres lagos pequeños a 2340 m, que siguen hasta el Estany Negre de Baix (2300 m), situado en una amplia planicie rocosa que contiene al menos una docena de lagos muy pequeños y dos más grandes que reciben el agua del de l’Illa, el Estany Redó (2342 m) (muchos lagos tienen el nombre de Redondo por su forma, y el Estany Llong (Alargado o Largo) (2320 m).
Por debajo de esta irregular planicie se encuentra el Estany de Gerber (2150 m y 14,8 hectáreas), el más grande del valle y que recoge toda el agua. De aquí sale el barranco de Gerber, que todavía encuentra un lago más pequeño a 2120 m, el Estanyet de Gerber de Baix.
Hay otros tres lagos en Els Tarters, bajo las Agujas de Saboredo, a 2380 m, uno sin salida bajo el pico de Serós, a 2385 m, tres muy pequeños en la ladera occidental y, más abajo y en el camino de acceso al valle, la Estanyola de Gerber, a 2025 m, por encima del bosque de su mismo nombre, y que desagua en el río Gerber muy cerca de su unión con el Bonaigua.

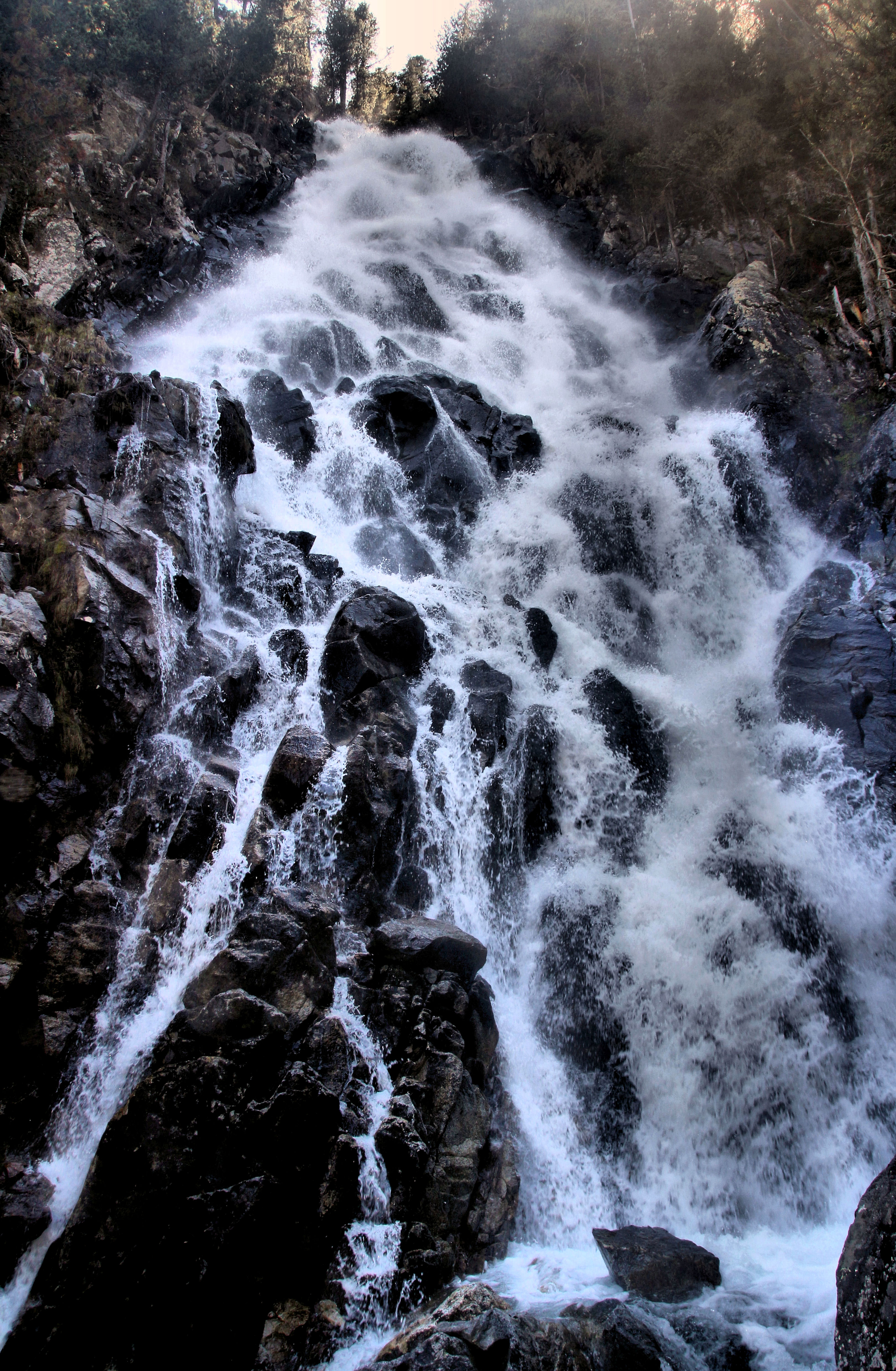
Cascada de Gerber o Salto de Comials

## El medio y los accesos
La altitud es determinante en la vegetación y la fauna, que son similares a las existentes en el circo de Colomers por encima de 2000 m, pero que en las zonas bajas posee bosques de pino negro (Pinus uncinata) y abeto (Abies alba) en conexión con el bosque de la Mata de Valencia de Aneu. La roca es granodiorita  tallada a lo largo de miles de años. Los avances y retrocesos glaciares del Cuaternario han creado una serie de morrenas sucesivas que dan lugar a los numerosos lagos de la región. 
El acceso principal se realiza desde el aparcamiento que hay en la estación de esquí de la Peülla-Baqueira, antes de llegar al Puerto de la Bonaigua (C-28), 2 kilómetros por encima del refugio de los Ares y la iglesia de la Virgen de las Ares. El camino sigue la ladera de la montaña por debajo de los Tres Puis en dirección sur, hasta el lago Estanyola de Gerber en una media hora. Luego sigue paralelo al río Gerber hasta el lago de Gerber en otra media hora. Se alcanza el Estany Llong y el refugio bivac Mataró en un fuerte ascenso de 200 m. Es una de las zonas menos explotadas del Pirineo.
Desde el refugio del Gerdar o el aparcamiento del Callau se puede acceder al salto de Comials o de Gerber, en la parte baja del río de Gerder, visible desde la carretera. Es la cascada más alta del parque nacional. El ascenso al Pui de la Bonaigua por el valle de Gerber dura unas 4 horas y media. 
Desde el refugio Mataró se puede continuar hasta el collado del Estany Gelat en menos de media hora, descender al lago del mismo nombre en el circo de Saboredo y alcanzar el refugio de Saboredo en 2 horas y media; desde aquí se puede descender por el valle de Ruda o conectar con la ruta Carros de Foc.
Otros refugios a los que se puede acceder desde el Mataró son el refugio del Gerdar, por el valle de Cabanes en 5 horas y media, el refugio del Pla de la Font, por el coll de Bassiero y el coll del Pinetó, en 6 horas, y el refugio de Amitges en 3 horas por el pic de Amitges.